# جون بي هاموند
جون بي هاموند (بالإنجليزية: John P. Hammond)‏ هو مغني وعازف قيثارة وموسيقي أمريكي، ولد في 13 نوفمبر 1942 في نيويورك في الولايات المتحدة.

## وصلات خارجية
- الموقع الرسمي
- جون بي هاموند على موقع IMDb (الإنجليزية)
- جون بي هاموند على موقع ميوزك برينز (الإنجليزية)
- جون بي هاموند على موقع أول ميوزيك (الإنجليزية)
- جون بي هاموند على موقع ديسكوغز (الإنجليزية)
- جون بي هاموند على موقع قاعدة بيانات الفيلم (الإنجليزية)